# Torynopus dorsovittatus
Torynopus dorsovittatus är en mångfotingart som först beskrevs av Karl Wilhelm Verhoeff 1938.  Torynopus dorsovittatus ingår i släktet Torynopus och familjen Spirostreptidae. Inga underarter finns listade i Catalogue of Life.